# 리바운드 (2023년 영화)
"리바운드"는 2023년 상반기에 개봉한 대한민국의 스포츠 영화이다.

## 줄거리
2012년 부산중앙고등학교 농구부의 실화를 바탕으로 한 이야기

## 등장인물

### 주연
- 안재홍 - 강양현 역
- 이신영 - 천기범 역
- 정진운 - 배규혁 역
- 김택 - 홍순규 역
- 정건주 - 정강호 역
- 김민 - 허재윤 역
- 안지호 - 정진욱 역

### 조연
- 이준혁 - 이선생 역
- 서영삼 - 교장 역
- 김진수 - 교감 역
- 김수진 - 규혁 모 역
- 강애심 - 교장 사모 역
- 민무제 - 기범 부 역
- 최정윤 - 천기범 모 역
- 변진수 - 군산대회 해설 역
- 성도현 - 안양고 트레이너 역
- 노경 - 용산고 트레이너 1
- 이대희 - 한준영 역

### 그 외 출연진
- 장현성 - 용산고 코치 역 (특별출연)
- 박상면 - 50대 남자 역 (특별출연)
- 박재민 - 협회장기 중계 역 (특별출연)
- 조현일 - 협회장기 해설 역 (특별출연)